# Vilnius City

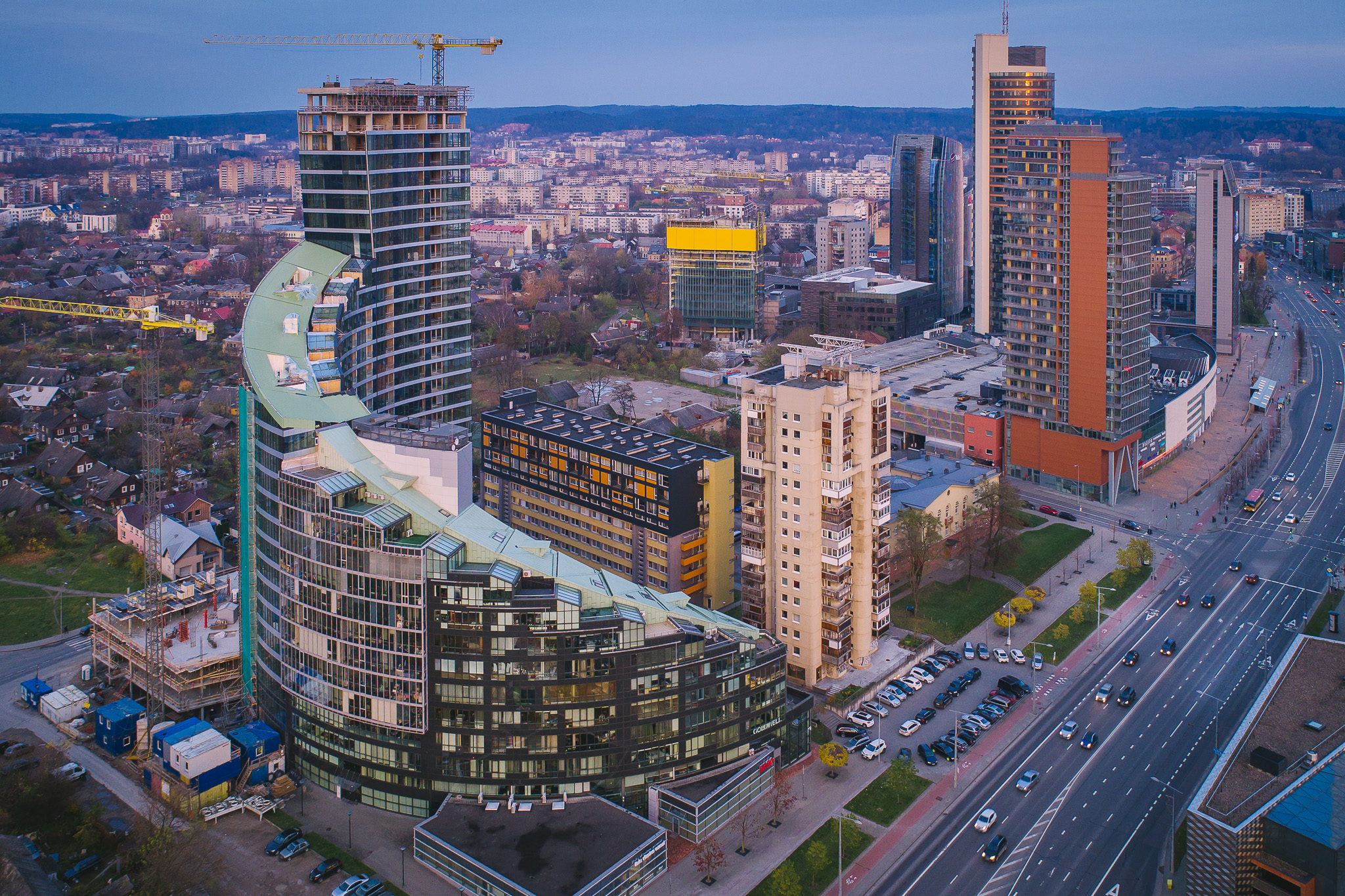
Sicht von oben auf Vilnius City (2017)

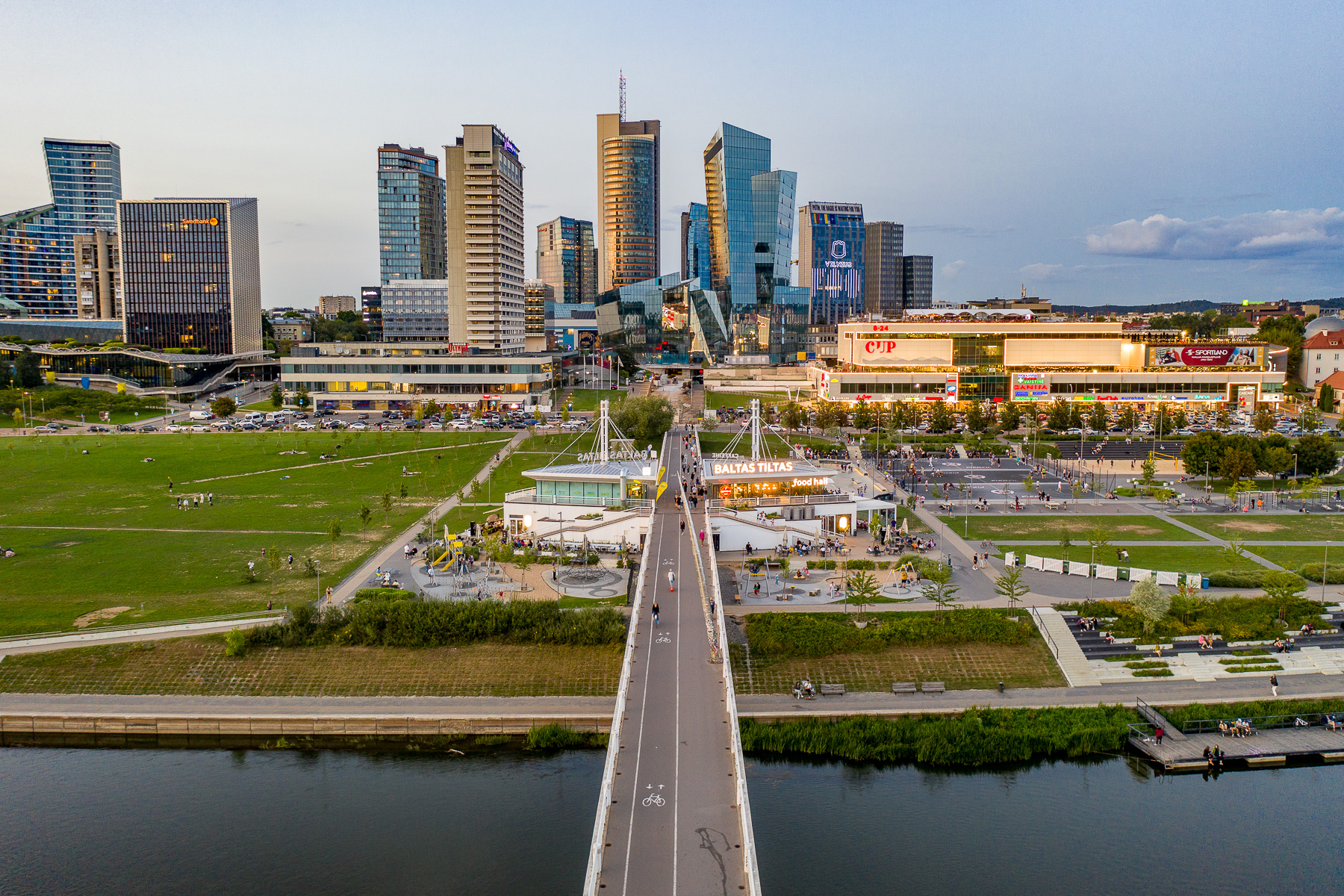
Sicht von der Brücke (Baltasis tiltas)

Vilnius City ist ein  Finanzviertel und ein Stadtviertel in der litauischen Hauptstadt Vilnius, im und um den Stadtteil Šnipiškės.  Es liegt hauptsächlich am rechten Neris-Ufer im  Zentrum Vilnius um Europos aikštė. Hier sind Geschäfts- und Bürogebäude beherbergt, darunter auch einige architektonisch spektakuläre Wolkenkratzer. Vereinzelt gibt es auch luxuriöse Wohneinheiten (Tower Appartements). Das höchste Gebäude ist der Europa Tower mit 33 Stockwerken und einer Höhe von 148 Metern  (der höchste Wolkenkratzer in den baltischen Ländern).

## Objekte
- Europa Tower (Bürohochhaus), gebaut von AB Hanner
- 3 burės, 3 Bürohochhäuser
- Swedbank-Bürohochhaus
- PC Europa, Handelszentrum
- Radisson Blu Hotel Lietuva, erster Wolkenkratzer in Litauen
- Sport-, Freizeitzentrum „Forum Palace“
- CUP Vilnius, Handelszentrum
- Tower apartamentai
- Reval Hotel Lietuva

## Organisationen
- NASDAQ OMX Vilnius, litauische Wertpapierbörse
- AB Swedbank
- Swedbank Life Insurance SE
- Luminor (früher DNB bankas)
- Pohjola Bank
- OP Corporate Bank plc
- ERGO Insurance SE
- Vilniaus taupomoji kasa (bis 2018), Kreditunion
- Litauische Kommission für Wertpapiere (bis 2012)
- Valstybinė ligonių kasa (VLK), Zentrale staatliche Krankenkasse Litauens
- Stadtrat und Verwaltung der Stadtgemeinde Vilnius
- Telia Customer Service LT, AB

## Geschichte
Die Anfänge von Vilnius City gehen auf das Jahr 1963 zurück, als das sowjetische Inturist-Hotel für internationale Touristen projektiert wurde. 1966 begann man mit dem Bau des Hotels mit 20 Stockwerken. 1967 wurde das Projekt geändert und insgesamt 22 Etagen geplant. 
Mit Unterstützung der Vilniuser Stadtverwaltung wurden viele Bauprojekte realisiert. Die Idee dieses Projekts beruhte auf der Tatsache, dass hier keine historisch wertvolle Bausubstanz abgerissen werden musste. Außerdem gab es hier bereits eine sehr gute Verkehrsinfrastruktur, die nur noch modernisiert und integriert werden musste. Die ersten Bauaktivitäten auf dem künftigen Areal von Vilnius City starteten Mitte der 1990er Jahre. 2002 wurde das erste Projekt vom 3 burės-Bürohochhaus entworfen, 2008 zwei Bürohochhäuser und von 2016 bis 2018 das dritte gebaut.

## Bauobjekte
- 2017–2020: Projekt  „k18b“ (Konstitucijos pr. 18B) mit der Bauhöhe von 84 Metern (Architekten von „Studio Libeskind“), entwickelt von der Investmentgesellschaft „Lords LB Asset Management“  mit 1000 Arbeitsplätzen und „Radisson RED“ von „Carlson Rezidor Hotel Group“: Fläche von 10.000 m², Projektwert beträgt 40 Mio. Euro[2]